# Arnold (Minnesota)
Arnold es un lugar designado por el censo ubicado en el condado de St. Louis en el estado estadounidense de Minnesota. En el Censo de 2010 tenía una población de 2960 habitantes y una densidad poblacional de 98,41 personas por km².

## Geografía
Arnold se encuentra ubicado en las coordenadas 46°52′22″N 92°6′24″O / 46.87278, -92.10667. Según la Oficina del Censo de los Estados Unidos, Arnold tiene una superficie total de 30.08 km², de la cual 29.89 km² corresponden a tierra firme y (0.63%) 0.19 km² es agua.

## Demografía
Según el censo de 2010, había 2960 personas residiendo en Arnold. La densidad de población era de 98,41 hab./km². De los 2960 habitantes, Arnold estaba compuesto por el 96.39% blancos, el 0.57% eran afroamericanos, el 1.05% eran amerindios, el 0.44% eran asiáticos, el 0.03% eran isleños del Pacífico, el 0.3% eran de otras razas y el 1.22% pertenecían a dos o más razas. Del total de la población el 0.68% eran hispanos o latinos de cualquier raza.